# Sprungturm

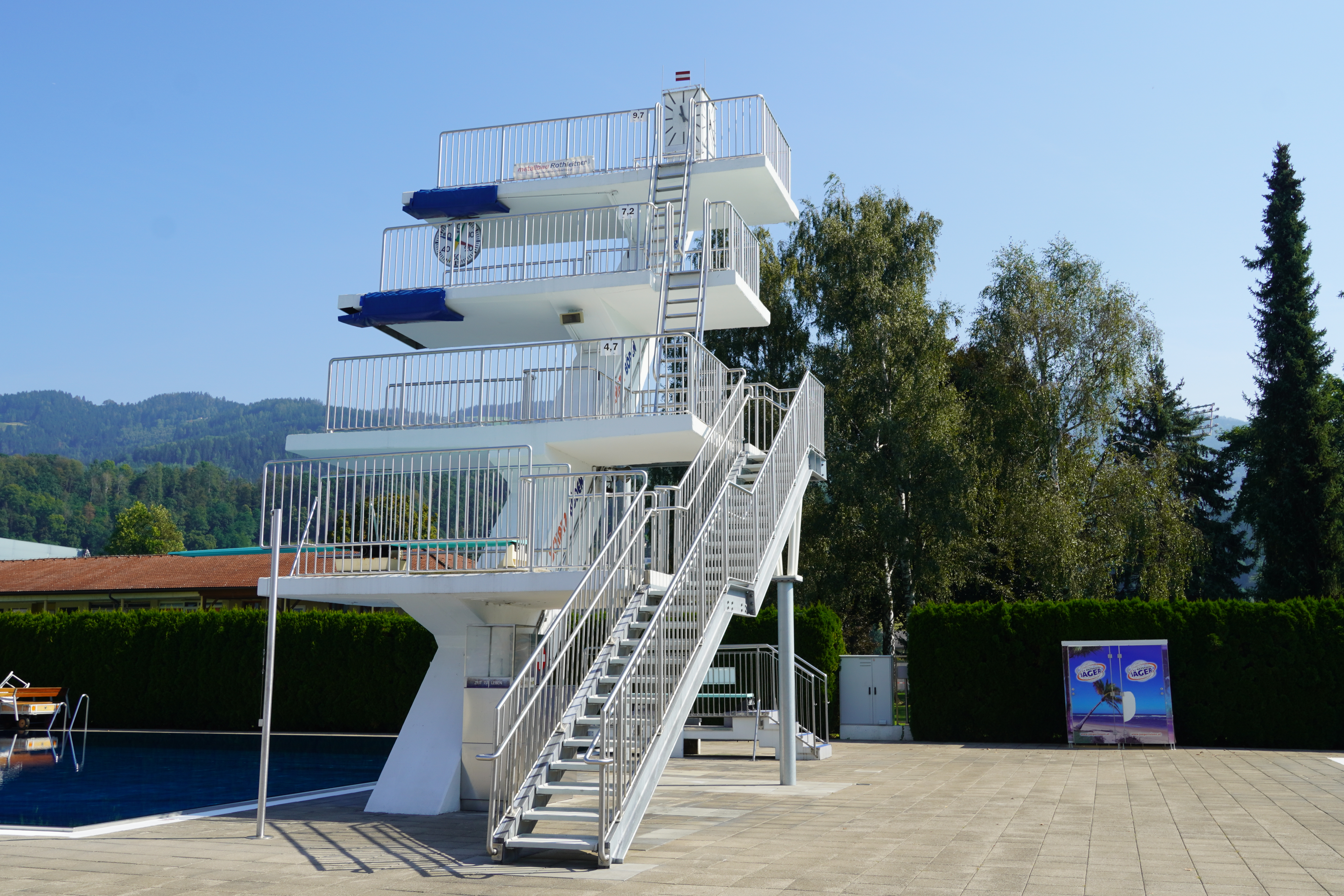
Sprungturm in Wolfsberg, Österreich (2023)

Ein Sprungturm ist eine Einrichtung zum Wasserspringen in einem Freibad oder Hallenbad. Wettkampfhöhen sind beim Kunstspringen 1 und 3 Meter von einem federnden Sprungbrett, beim Turmspringen 5, 7,5 und 10 Meter von einer festen Plattform (für Übungszwecke gibt es auch 1-Meter- und 3-Meter-Plattformen). Bei sogenannten „high dive“-Wettbewerben wird aus Höhen von 20 und 27 Metern gesprungen.

## Beschreibung
Eine Sprunganlage kann am Rande eines Schwimmbeckens errichtet werden; aus Sicherheitsgründen wird sie jedoch oft in einer seitlich ans Schwimmbecken angrenzenden Sprungbucht oder (bei größeren Anlagen) an einem separaten Sprungbecken installiert. Sprungtürme sind manchmal auch architektonische Kunstwerke und Wahrzeichen der Schwimmbäder.
Sprungtürme bestehen häufig komplett aus Edelstahl (V4A – 1.4571) oder aus einer Kombination aus einem verzinkten und lackierten Stahlunterbau (S235JR – früher St37) mit Edelstahlgeländern. Alternativ können Sprungtürme aus Beton mit Edelstahlgeländern gebaut werden. Sie betreffen vor allem die Geländer. Diese müssen nun deutlich stabiler sein als vorher und dürfen nicht übersteigbar sein.Sprungtürme aus Edelstahl sollten möglichst elektropoliert ausgeführt werden, um Rostansatz durch aggressive Chlordämpfe vorzubeugen.
Sprungtürme unterliegen in ihrer technischen und sicherheitstechnischen Auslegung neben der EN 13451-1, speziell der EN 13451-10. Darin sind die Seitenabstände der Bretter und Plattformen untereinander und zur Beckenumrandung, die Maße der Geländer und die Wassertiefen geregelt, was der Unfallverhütung dient. Die Auslegung der Geländer muss zusätzlich nationalen Vorschriften erfüllen. Bei genügend großen Abständen ist unter Umständen ein gleichzeitiger Sprungbetrieb von mehreren oder gar allen Brettern bzw. Plattformen möglich. Aus Platz- und Kostengründen werden oft kleinere Anlagen (1, 3 und eventuell 5 m) oder Kombianlagen gebaut, bei denen zum Beispiel die 5-, 7,5- und 10-Meter-Plattform übereinander liegen und die deshalb für den Betrieb nur abwechselnd freigegeben werden.
Die für ein gefahrloses Springen (auch Kopfsprünge) erforderliche Wassertiefe ist nicht proportional zur Absprunghöhe, sondern wächst weniger stark an. Dies liegt einerseits an den höhenabhängig erreichbaren Eintauchgeschwindigkeiten, die nur mit der Wurzel der Sprunghöhe wachsen. So beträgt die Eintauchgeschwindigkeit bei 1 Meter Absprunghöhe etwa 15 km/h und bei 10 Meter etwa 50 km/h. Zum anderen liegt es daran, dass der Wasserwiderstand im Quadrat der Eintauchgeschwindigkeit zunimmt. Bei einem 3-Meter-Brett ist eine Beckentiefe von 3,50 m üblich, bei einem 5-Meter-Turm etwa 4,00 m und bei einem 10-Meter-Turm zwischen 4,50 und 5,00 m.
Zum Einüben von Fallschirmabsprüngen gibt es spezielle Anlagen, siehe Fallschirmsprungturm.

## Unfallverhütung
Um Sturz und Fall vor dem beabsichtigten Sprung zu vermeiden, wird bedachtes Aufsteigen ohne zu Drängeln und unter Nutzung der Geländer vorgeschrieben. Nassgriffige Flächen am Sprungbrett oder der Plattform sind heute üblich. In Schwimmbädern sind Sprungtürme zumeist abgesperrt, und es darf in der Regel nur unter besonderer Aufsicht gesprungen werden. Die Aufsicht ist angehalten, das Auftauchen jedes Springers zu beobachten und sein zügiges Wegschwimmen, oft in eine vorgegebene Richtung – zum nächsten Ausstieg des Beckens. Von (nahezu) übereinanderliegenden Plattformen darf nicht gleichzeitig gesprungen werden, was oft durch temporäre Absperrketten beim Zutritt klargemacht wird. Springt ein Springer ab, bevor der mögliche Eintauchbereich frei von anderen Schwimmern ist, besteht Kollisionsgefahr mit hohem Verletzungsrisiko.

## Trockensprunganlage

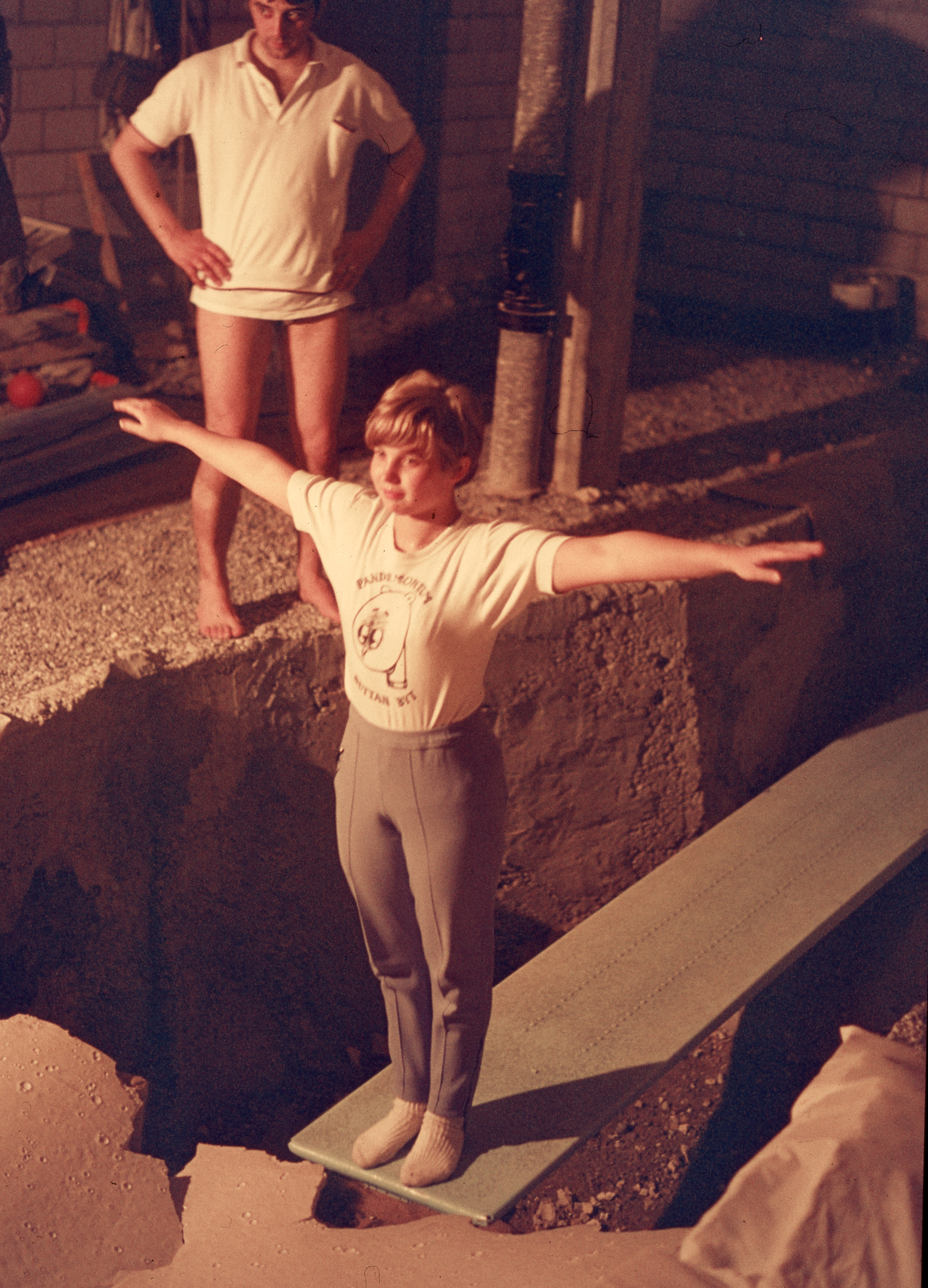
Training von Milena Duchkova in der Sprunggrube

Bei fehlendem Hallenbad mit wettkampftauglicher Sprunganlage wird das Training auf das Trampolin verlegt oder eine Trockensprunganlage genutzt. Die Trockensprunganlage ist eine überdachte Grube, die mit dicken Schaumstoffmatten und -stücken gefüllt ist. Die Ränder erfordern den für Sprunganlagen üblichen Sicherheitsabstand. Beim Training für Turmspringen dient der Boden neben der Grube als Absprungfläche. In Magglingen befindet sich die Grube in einer Sporthalle. Der Hallenboden wird hydraulisch verschoben und gibt die Grube frei. Zum Wasserspringen ist am Grubenrand ein Wettkampfbrett (DuraMaxiFlex) mit wettkampfgerechter Lagerung (Durafirm) montiert. Auf der Trockensprunganlage sind keine Kopfsprünge möglich, sondern die Saltodrehung wird immer vorzeitig beendet oder weitergedreht.

## Galerie

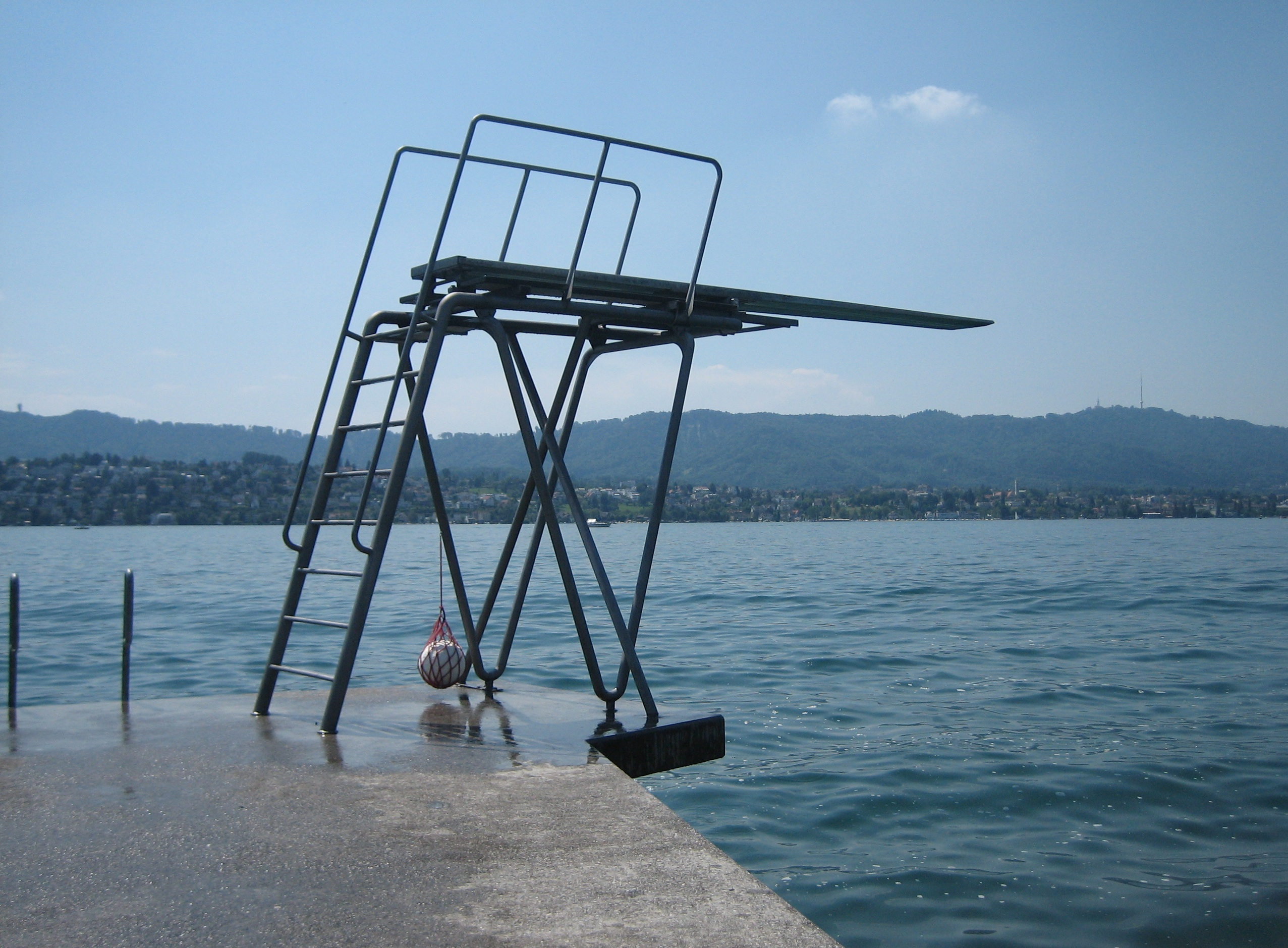
Drei-Meter-Sprungturm in Zollikon am Zürichsee
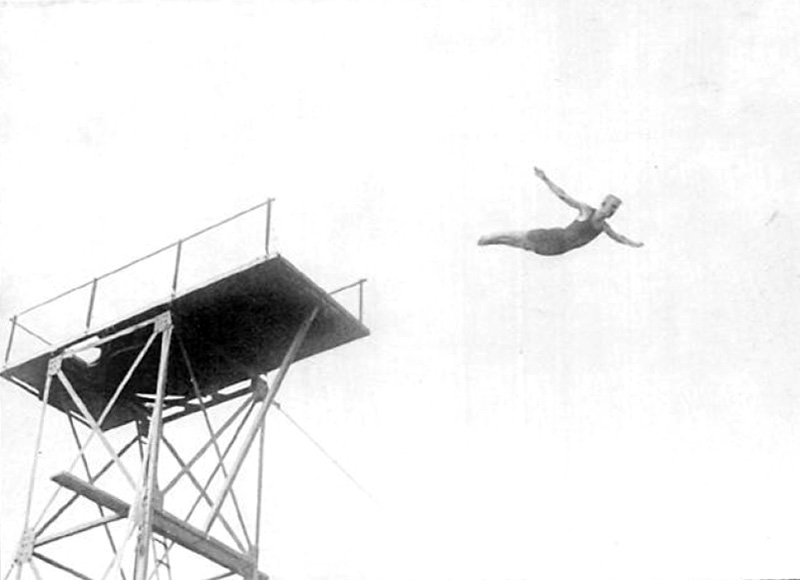
Sprungturm bei den Olympischen Spielen von 1908
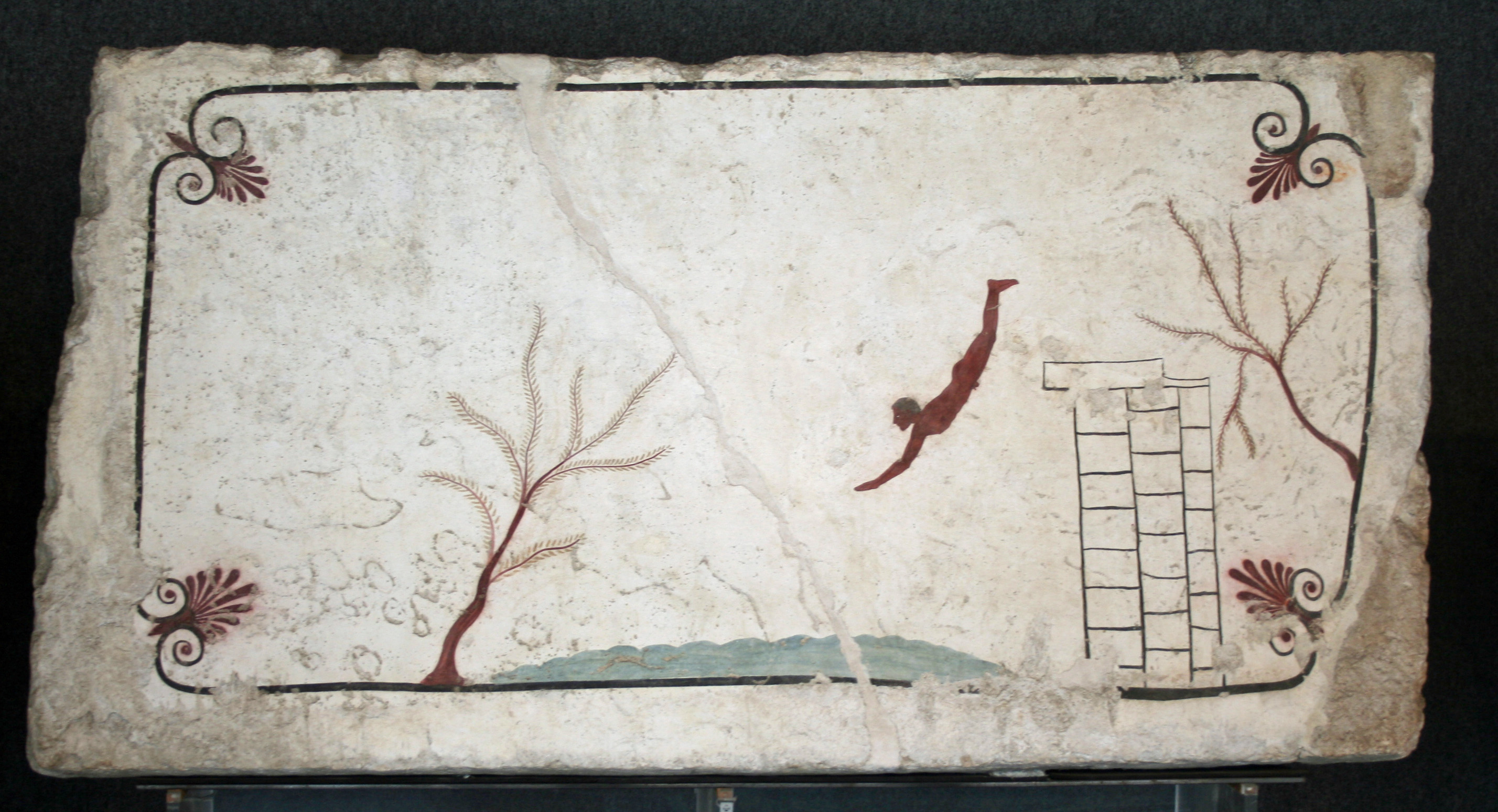
Sprungturm auf einem Wandgemälde (ca. 480 v. Chr.)
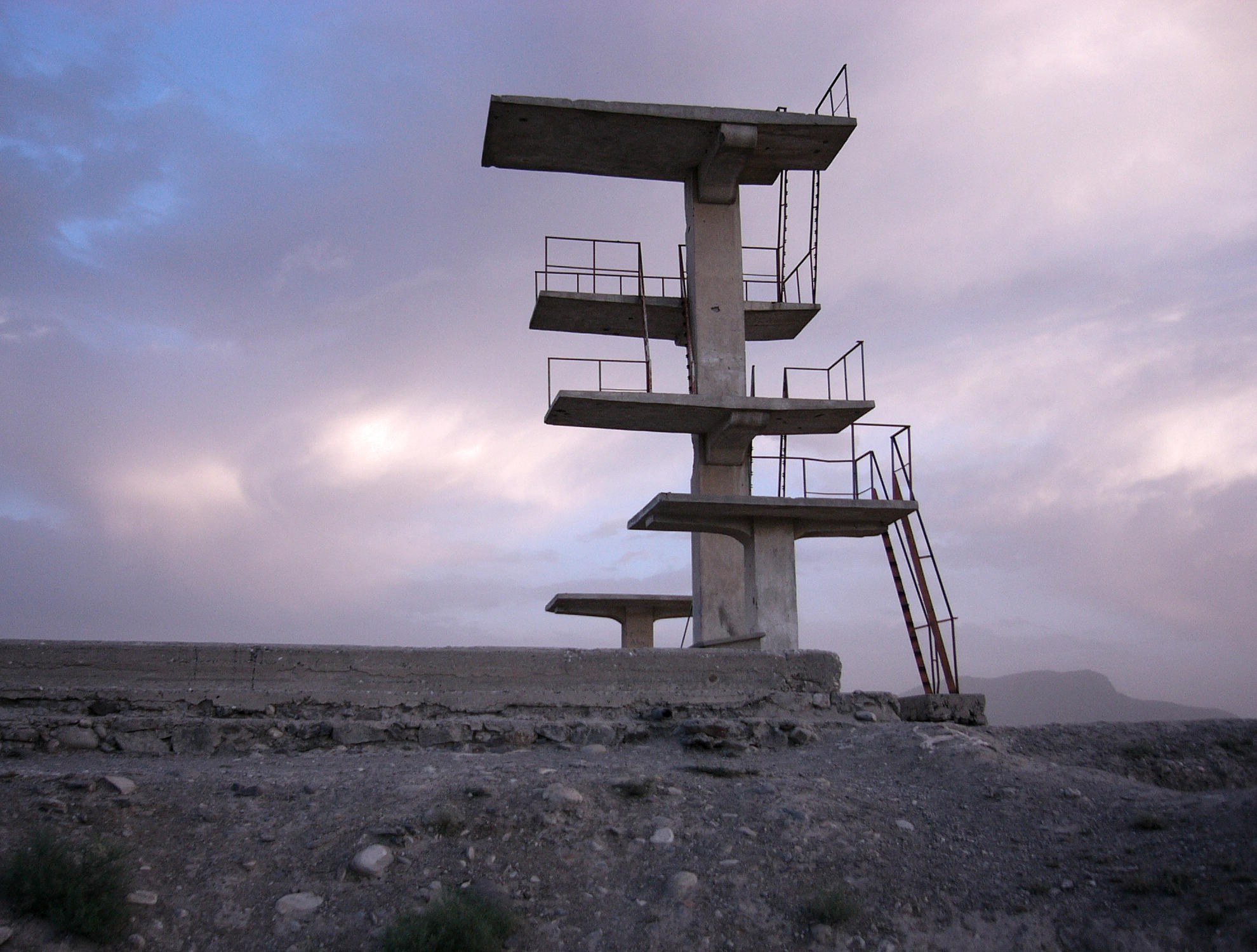
Sprungturm in Kabul